# 墨家
墨家（ぼくか、ぼっか）は、中国戦国時代に活躍した、墨子を始祖とする思想家集団であり、諸子百家の一つ。
平和主義・博愛主義を説いた。また、その平和主義に基づいて、武装集団として各地の守城戦に協力した。儒家に匹敵する最大勢力となって隆盛したが、秦によって戦国時代が終わってからは消滅した。

## 概要
墨家集団は鉅子（きょし）と尊称された指導者の下、強固な結束で結ばれていた。
結束の証左として、以下のような逸話が『呂氏春秋』上徳篇に伝わっている。あるとき、墨家が楚において守備していた城が陥落した。その責任をとって、第三代鉅子の孟勝以下墨者400人が城中で集団自決したという。そのことを第四代鉅子となる田襄子に報告しに行った使者の墨者二人も、楚に戻って後追い自殺したという。以上のような逸話や、『墨子』明鬼編の鬼神を崇める内容から、墨家集団は宗教教団的色彩をも帯びていたであろうとも推定される。
墨家はその後、秦に拠点を移した後（秦墨）、複数派閥に分裂し（墨家三派・別墨）、最終的に消滅する。末期の鉅子の詳細は不明である。

### 歴代鉅子
1. 墨翟…初代
2. 禽滑釐（中国語版）…二代目（読みは「きんこつり」[2]）
3. 孟勝（中国語版）…三代目
4. 田襄子（中国語版）…四代目（田斉の田襄子とは別人）

以降不詳。『呂氏春秋』去私篇には、腹䵍の名前もある。

## 墨家三派・別墨
秦による中国統一前後には、墨家は内部で派閥対立を起こしており、とりわけ「相里氏」「相夫氏」「鄧陵氏」の三派に分裂していた。
『韓非子』顕学篇によれば、当時の「顕学」（勢力が顕著だった学派）は、「儒」（儒家）と「墨」（墨家）の二学派であり、前者は八つの派閥（儒家八派）に、墨家は三つの派閥（相里氏、相夫氏、鄧陵氏）に分かれていたという。
『荘子』天下篇によれば、相里氏と鄧陵氏にあたる二派を含む、複数の学派があり、いずれの学派も同じ『墨経』を共有しながらも異なる解釈をもち、相互に「別墨」と呼んで非難しあったという。ここでいう『墨経』と現存の『墨子』との関係は不明である。ただし、天下篇の同じ章に「堅白同異」というフレーズが見えることや、「経」という言葉から、墨弁と結び付ける見解もある。

## 墨家の書物
『漢書』芸文志には、墨家の書物として『墨子』のほか『尹佚』『田俅子』『我子』『随巣子』『胡非子』が載っているが、『墨子』以外現存しない。『纏子』は『漢書』芸文志に載っていないが、佚文が伝わる。
『隋書』経籍志以降は、次第に数が減り、明の『千頃堂書目』以降、墨家は名家・縦横家とともに雑家にまとめられた。
『日本国見在書目録』には、『随巣子』『胡非子』『纏子』が載っている。『日本国見在書目録』に『墨子』は載っていないが、『本朝続文粋』所収の藤原敦光の文に『墨子』の引用が見られる。